# Markuskirche (Plauen)

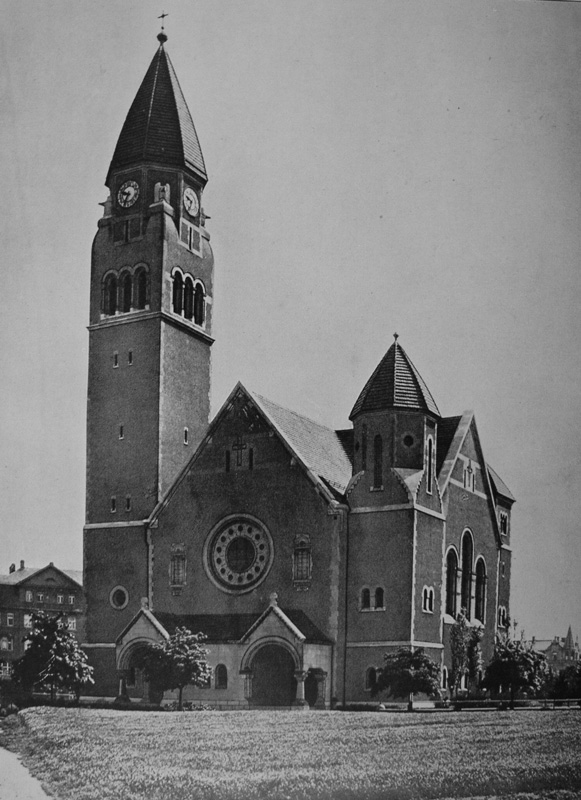
Außenansicht der Markuskirche im Jahr 1913

Die evangelisch-lutherische Markuskirche befindet sich im nordwestlichen Stadtteil Haselbrunn der Stadt Plauen im sächsischen Vogtlandkreis. 

## Vorgeschichte
Durch den rasanten Aufstieg Plauens, auf Grund der aufblühenden Stickereiindustrie Anfang des 20. Jahrhunderts, entwickelte sich auch der 1899 eingemeindete Stadtteil Haselbrunn sehr schnell. Am 8. Dezember 1900 gründete sich ein Kirchbauverein mit einem jährlichen Mitgliedsbeitrag in Höhe von 2 Mark. Aus Teilen der Johannisgemeinde, der Paulusgemeinde und der Kauschwitzer Landgemeinde wurde am 1. Februar 1905 eine neue Gemeinde gegründet, die am 14. April 1905 den Namen Markuskirchgemeinde durch das Landeskonsistorium in Dresden erhielt. Zu Ostern 1905 wurde der erste Pfarrer Dr. phil. Alexander Barthel in sein Amt eingeführt, damals noch in der Turnhalle der Seumeschule.
Am 18. Februar 1906 startete ein Wettbewerb zur Projektierung einer neuen Kirche, bei dem 78 Entwürfe abgegeben wurden. Nachdem drei Entwürfe in die engere Wahl kamen, erteilte der Kirchenvorstand im Juli 1907 dem Architekten Heinrich Adam aus Berlin den Auftrag für die Planung der Markuskirche. Inzwischen wurde am 27. September 1907 Pfarrer Kurt Weidenkaff sen. als zweiter Pfarrer eingewiesen. Nach Verhandlungen über die Bausumme wurde diese von 590 000 Mark auf 410 000 Mark gesenkt. Das Ergebnis wurde am 25. Februar 1910 vom Kirchenvorstand und am 18. März 1910 vom Stadtrat genehmigt.
Bereits 1907 bekam die Markusgemeinde den Kirchenbauplatz mit einer Größe von ca. 2700 m² vom Stadtrat gegen das Kollatur- und Patronatsrecht überwiesen, einschließlich sämtlicher Straßenbaukosten und Anliegerleistungen.
Die technische Leitung des Kirchenbaus wurde dem Plauener Stadtbauamt und damit dem Stadtbaurat Wilhelm Goette übertragen. Die Bauführung übernahm Bautechniker Fritz Maul, während der Architekt Heinrich Adam die künstlerische Leitung behielt.

## Bau

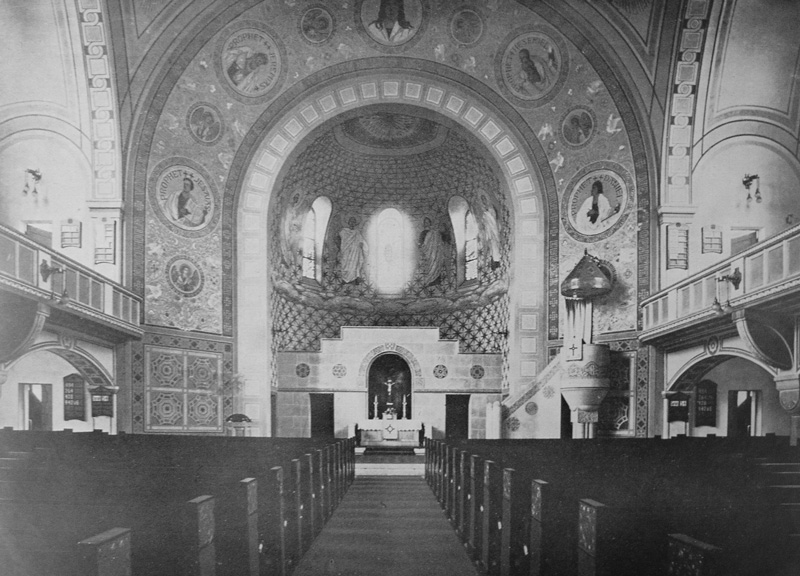
Innenansicht der Markuskirche im Jahr 1913

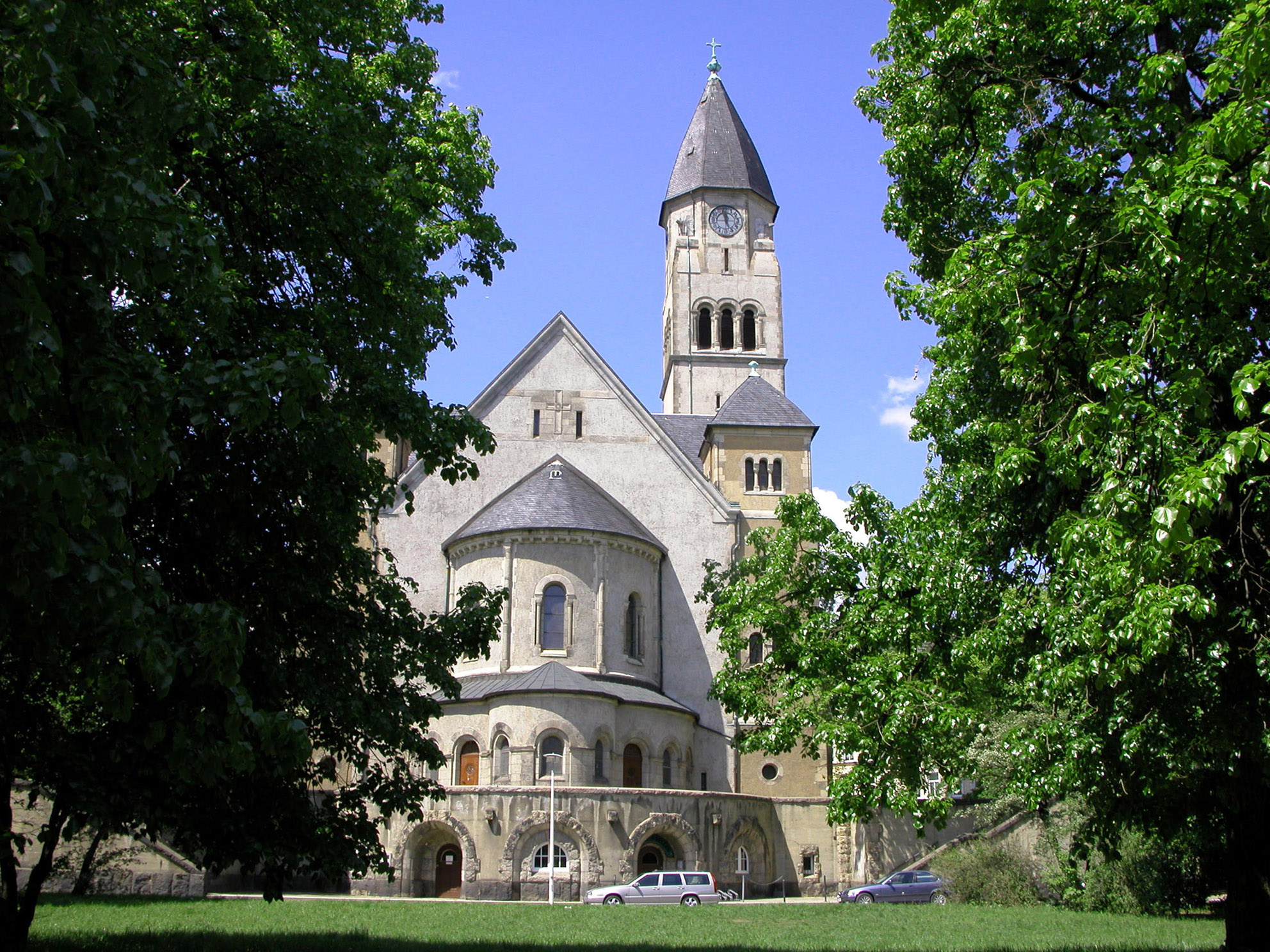
Rückseite der Markuskirche

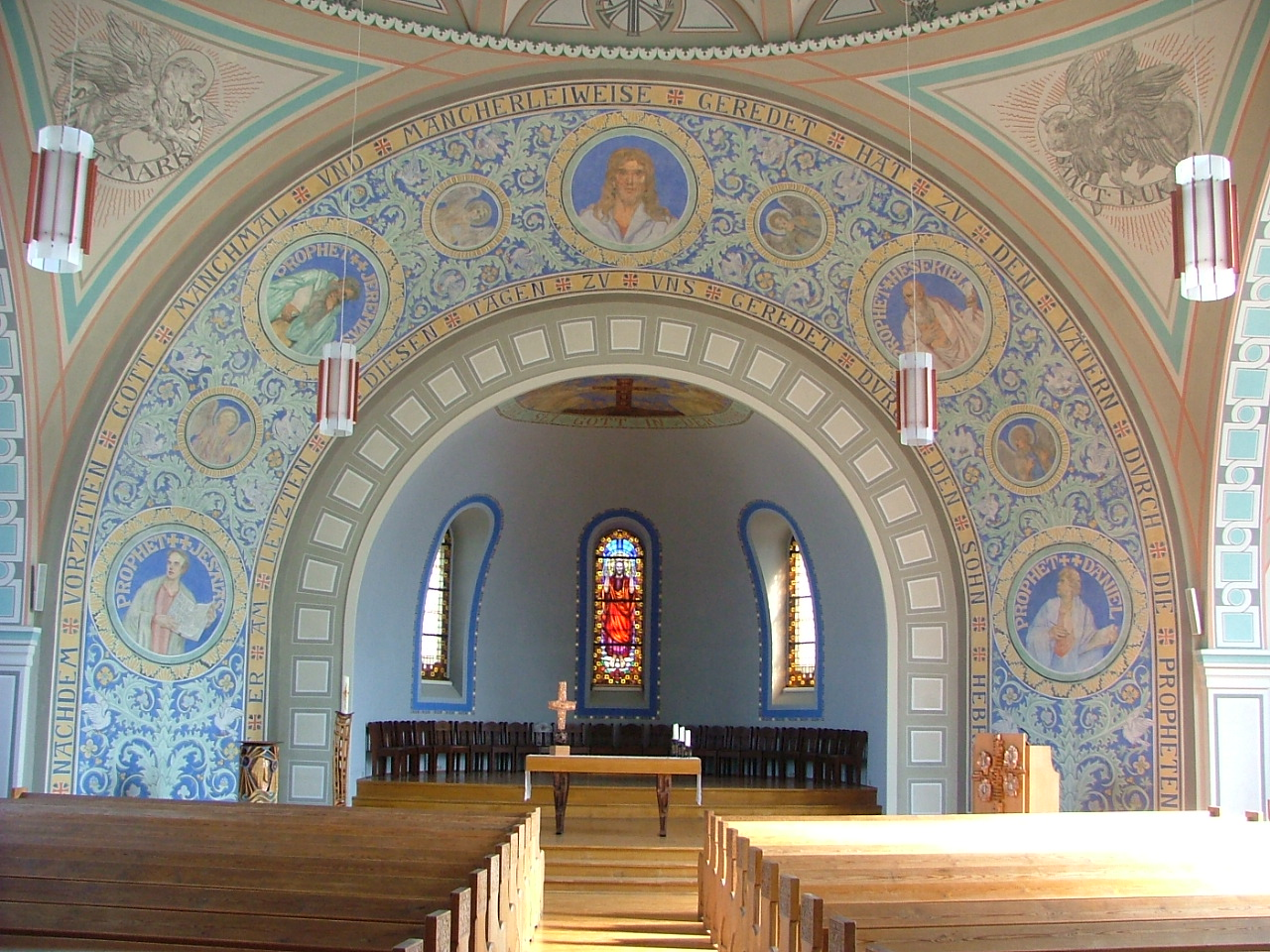
Oberer Kirchsaal

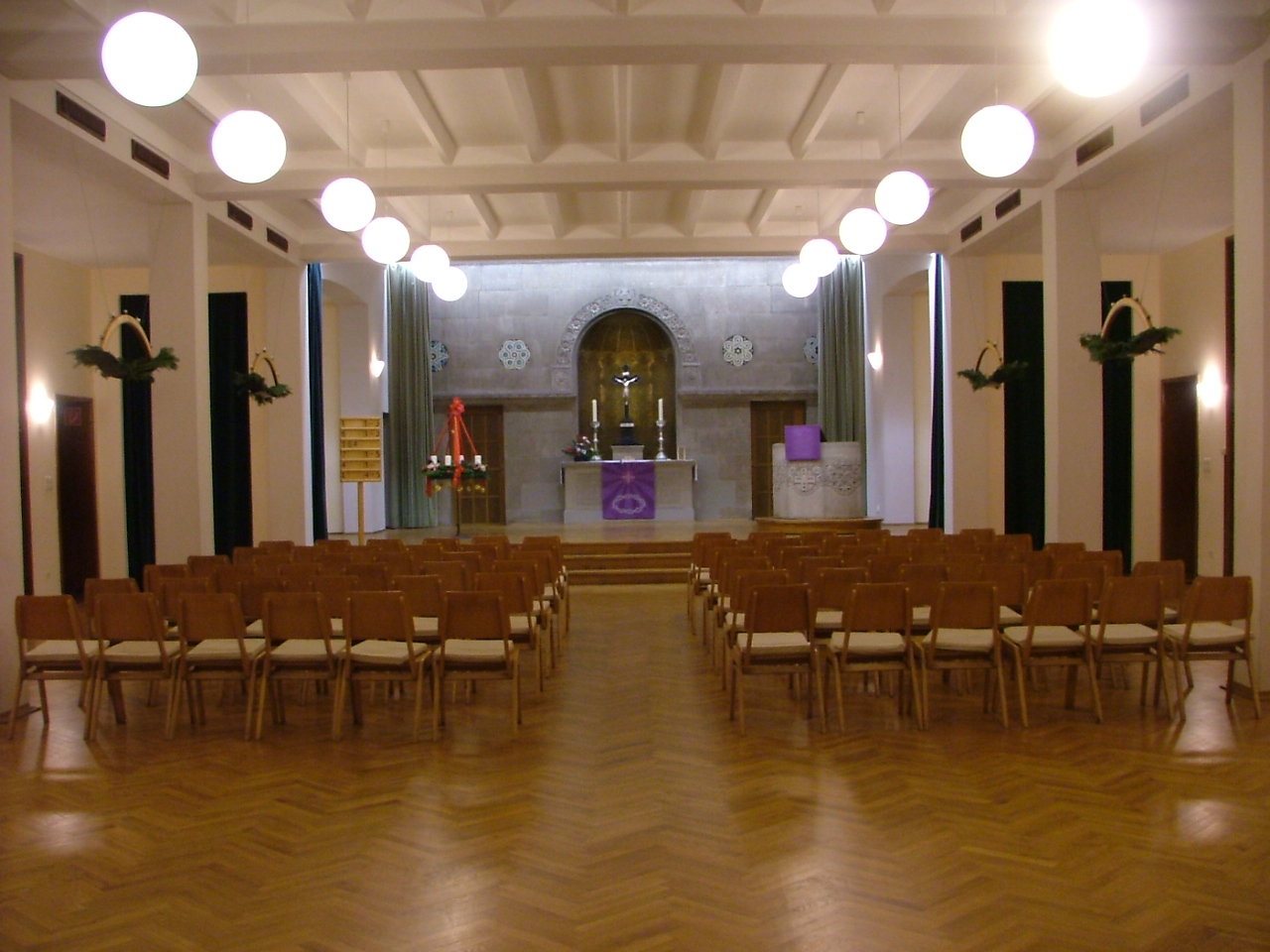
Unterer Kirchsaal

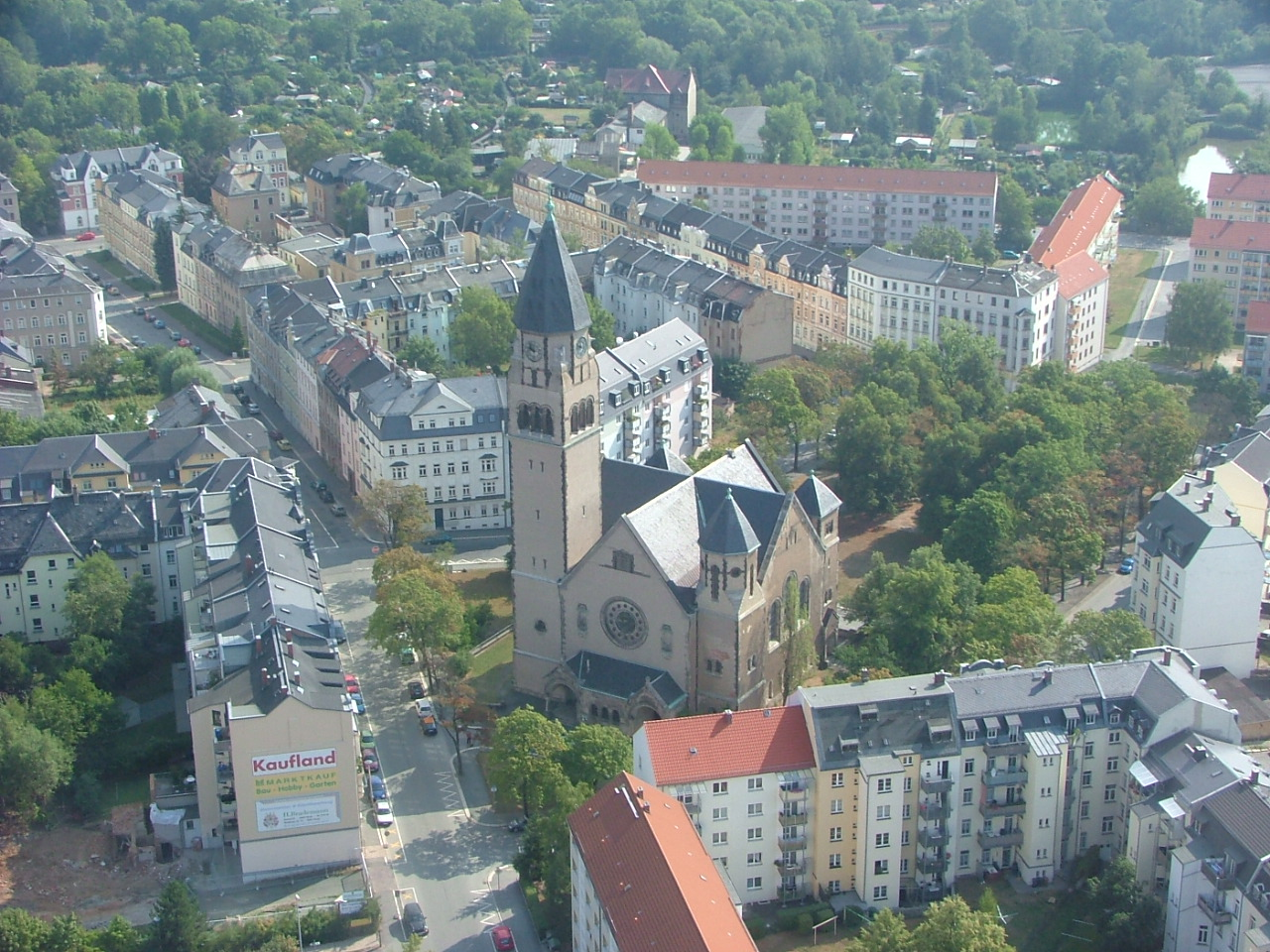
Die Markuskirche aus der Vogelperspektive

Im Juni 1910 begann der Bau mit der Abtragung des Morgenberges. Am 22. April 1911 erfolgte die feierliche Grundsteinlegung für die neue Markuskirche. Ein Jahr später war der Rohbau bis auf den Hauptturm fertig. Der Kirchenbau erfolgte nach damaligen Maßstäben mit modernsten Baustoffen. So wurden durch das in Stahlbeton errichtete Kuppelgewölbe, stählerne Dachbinder überflüssig, da das Gewölbe auch Lasten aus dem Dachstuhl aufnehmen konnte. Am 18. März 1912 wurde der Dachstuhl des Hauptdaches fertiggestellt. Am 7. März 1912 war der Hauptturm fertiggemauert, der am 20. Juni 1912 seinen Dachstuhl erhielt. Am 3. Juli 1912 wurde das kupferne Kreuz auf der Kugel angebracht. Damit hatte der Turm eine Gesamthöhe von 62 Metern erreicht. Die drei bronzenen Glocken, in den Tonlagen es-ges-b, wurden nach dem Vorbild der Rippe „Gloriosa“ des Erfurter Doms gegossen. Die mit 1312 kg Gewicht größte Glocke trug die Inschrift „Ehre sei Gott in der Höhe“, die mittlere mit 774 kg „Frieden auf Erden“ und die kleinste mit 381 kg „Den Menschen ein Wohlgefallen“. Die Glockenweihe erfolgte am 10. September 1912.
Die Ausstattung wurde an den neobyzantinischen Baustil angepasst und unter der Leitung von Maler Willi Schomann aus Berlin-Charlottenburg von März bis Juni 1913 ausgeführt. Die drei großen Fenster im Altarraum und das Fenster in der Orgelempore entstanden nach Entwürfen des Münchner Künstlers Gustav van Treeck. Bereits vor Bauausführung hatte das Landeskonsistorium die Anwendung des Wiesbadener Programms als Rückschritt abgelehnt. Daher wurden die Orgelempore gegenüber dem Altar und die Kanzel seitlich angebracht.
Am 7. September 1913 wurde die neue Kirche geweiht.

## Orgel

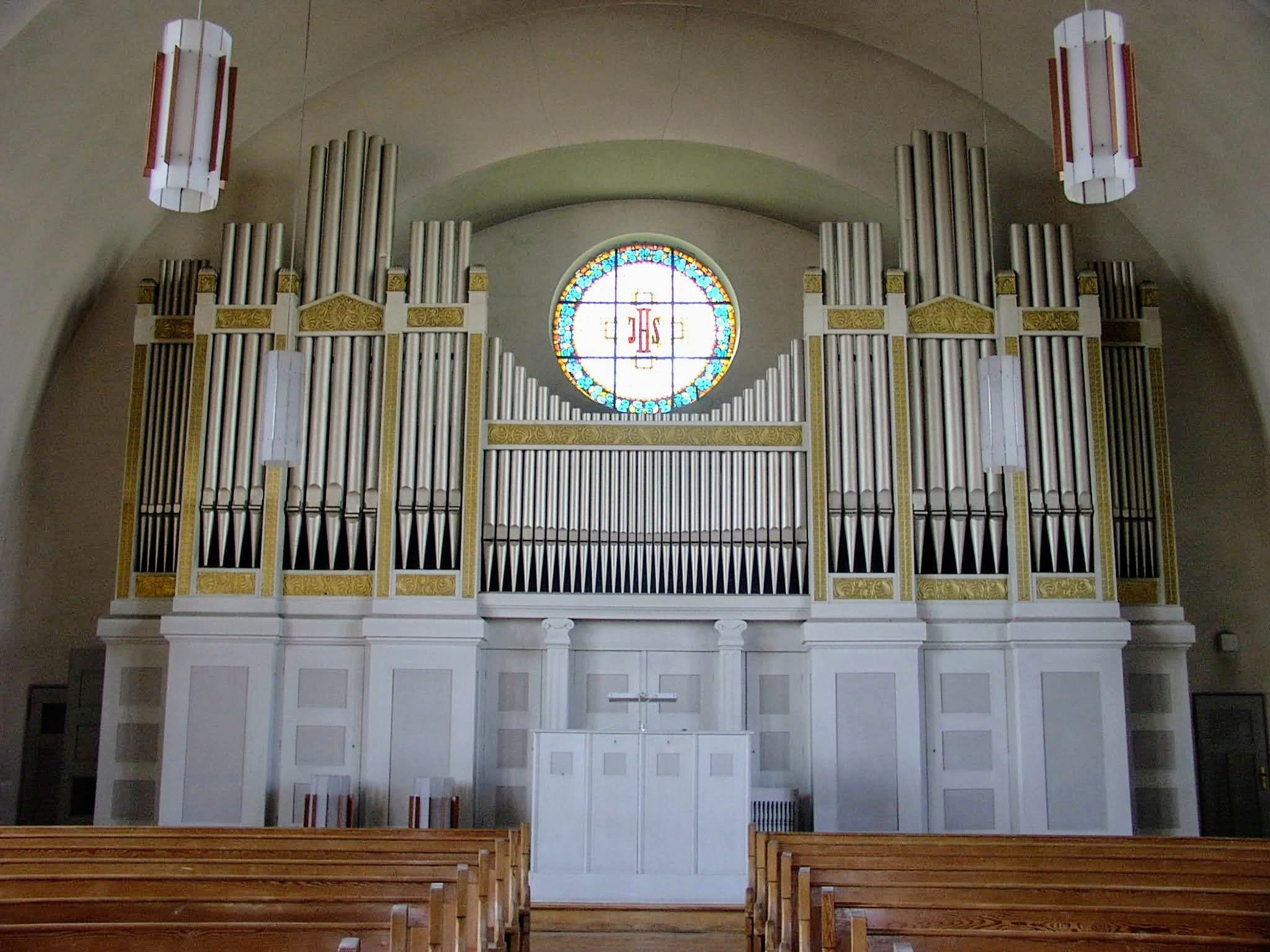
Eule-Orgel

Die Orgelbaufirma Eule aus Bautzen baute im Jahr 1913 die zweitgrößte Orgel des Vogtlandes ein. Das Instrument hat 54 Register auf drei Manualen und Pedal.
| I Hauptwerk C–a3 |       |
| Prinzipal        | 16′   |
| Prinzipal        | 8′    |
| Bordun           | 8′    |
| Gamba            | 8′    |
| Hohlflöte        | 8′    |
| Oktave           | 4′    |
| Rohrflöte        | 4′    |
| Salizet          | 4′    |
| Quintflöte       | 2 ⁄3′ |
| Oktave           | 2′    |
| Kornett III–V    |       |
| Mixtur V         | 1 ⁄3′ |
| Trompete         | 8′    |

| II Schwellwerk C–a3 |       |
| Lieblich Bordun     | 16′   |
| Geigenprinzipal     | 8′    |
| Gemshorn (*)        | 8′    |
| Quintatön           | 8′    |
| Rohrgedackt         | 8′    |
| Oktave              | 4′    |
| Blockflöte          | 4′    |
| Nassat              | 2 ⁄3′ |
| Spitzflöte          | 2′    |
| Quinte              | 1 ⁄3′ |
| Terzzimbel IV       | 1 ⁄3′ |
| Klarinette          | 8′    |
| Tremolo zu (*)      |       |

| III Schwellwerk C–a3 |        |
| Quintatön            | 16′    |
| Hornprinzipal        | 8′     |
| Harmonieflöte        | 8′     |
| Gedackt              | 8′     |
| Salicional           | 8′     |
| Vox coelestis        | 8′     |
| Gemshorn             | 4′     |
| Traversflöte         | 4′     |
| Quinte               | 2 ⁄3′  |
| Flötenprinzipal      | 2′     |
| Terz                 | 1 3⁄5′ |
| Flageolett           | 1′     |
| Mixtur IV            | 1 ⁄3′  |
| Fagott               | 16′    |
| Oboe                 | 8′     |
| Trompete Harm.       | 8′     |
| Klarine              | 4′     |

| Pedalwerk C–f3       |       |
| Akustischer Baß      | 32′   |
| Principalbaß         | 16′   |
| Echobaß (aus III)    | 16′   |
| Subbaß               | 16′   |
| Violonbaß            | 16′   |
| Oktavbaß             | 8′    |
| Violoncello (aus II) | 8′    |
| Prinzipalflöte       | 4′    |
| Rauschpfeife         | 2 ⁄3′ |
| Posaunenbaß          | 16′   |
| Trompetenbaß         | 8′    |
| Clairon (aus III)    | 4′    |

- Koppeln: II/I (auch als Superoktavkoppel), III/I (auch als Suboktavkoppel), III/II, I/P, II/P, III/P (auch als Superoktavkoppel)

## Umbauten und Sanierungen
Bereits im Ersten Weltkrieg wurden auf kaiserlichen Befehl am 22. Juni 1917 die bronzenen Glocken demontiert und zur Waffenherstellung eingeschmolzen. Diese wurden am 9. September 1920 durch Gussstahl-Glocken mit den gleichen Inschriften ersetzt. 
Durch einen schweren Bombenangriff auf Plauen in den letzten Tagen des Zweiten Weltkrieges wurde am 10. April 1945 auch die Markuskirche beschädigt. Dabei wurden die Dacheindeckung und die Fenster zerstört. Durch eindringenden Regen wurde die Kirche vorübergehend unnutzbar. Im Sommer 1946 wurde das Dach wieder gedeckt und in den folgenden zehn Jahren die Schäden nach und nach beseitigt.
Der Markuskirchgemeinde fehlte von Anfang an ein geeigneter Gemeinderaum für Veranstaltungen außerhalb des Gottesdienstes. Der Plan des Kirchenvorstandes das Gebäude gegenüber der Kirche mit der Gaststätte „Sachsenhof“ zu kaufen wurde durch den Ersten Weltkrieg und die Inflation verhindert. Ab 1924 wurde ein Hinterhaus in der Seumestraße gemietet, welches als Gemeindesaal genutzt wurde. Nach dem Krieg diente dieser vorübergehend als einzige Stätte für Zusammenkünfte der Gemeinde. 1952 beschloss der Kirchenvorstand auf einem Grundstück an der Ecke Herder-/Morgenbergstraße, welches der Gemeinde gehörte, ein Gemeindehaus zu bauen. Als die Baupläne bereits eingereicht waren, wurde das Grundstück vom Rat der Stadt enteignet und in das städtische Aufbauprogramm aufgenommen. Inspiriert durch Pfarrer Vödisch wurden nun Überlegungen angestellt, das Kirchgebäude selbst umzubauen, um einerseits die benötigten Gemeinderäume zu erhalten als auch andererseits die für die kleiner gewordene Gemeinde zu große Kirche effektiver nutzen und effizienter heizen zu können.
1963 begann mit der Erneuerung des Turmdaches die Dachsanierung und damit auch der große Umbau der Kirche. Nach der Entscheidung, die Kirche auf Höhe der Empore zu teilen, wurde im Dezember 1965 eine Stahlbetondecke eingezogen. Zum Erntedankfest 1966 konnte der neu entstandene untere Saal mit ca. 300 Sitzplätzen im ehemaligen Mittelschiff neu geweiht werden. Der Altar, der Taufstein und ein Stück der Kanzelbrüstung verblieb dabei im Saal. 1967 konnten die Gemeinderäume im Bereich unter den ehemaligen Seitenemporen fertiggestellt werden. Im dritten Bauabschnitt musste zunächst das Hauptdach umgebaut werden. Die rote Ziegeldeckung wurde dabei durch Dachschiefer ersetzt. Die neobyzantinische Innenausmalung wurde mit einer schlichten hellen Farbe überstrichen.  Der neu entstandene Altarraum im oberen, eigentlichen Kirchsaal wurde mit Holzkunstwerken von Elly-Viola Nahmmacher aus Greiz ausgestaltet. Die Orgel wurde überholt und neue Buntglasfenster wurden eingesetzt. Schließlich konnte zum Erntedankfest 1975, am 5. Oktober, der Weihegottesdienst gefeiert werden.
Etwa 28 Jahre nach dem Abschluss des großen Umbaus sollte der obere Kirchsaal erneut renoviert werden. Als die notwendigen Gutachten eingeholt werden sollten, wurde auch an einigen Stellen die alte Farbe entfernt. Dabei wurde festgestellt, dass die Bemalung von 1913 noch relativ gut erhalten war. Die untere Denkmalschutzbehörde Plauens veranlasste daraufhin die Restaurierung der alten Bemalung. 2003 wurde der Kirchsaal mit der neuen „alten“ Bemalung wieder seiner Bestimmung übergeben.